# Miloš Černoušek
Miloš Černoušek, vystupující pod pseudonymem Cyril Drozda (* 8. května 1954 Kroměříž), je český a moravský herec. 

## Život
Miloš Černoušek vyrostl v Prostějově, v roce 1972 absolvoval konzervatoř v Brně, potom působil několik let v Těšínském divadle. V roce 1975 se vrátil do Prostějova, kde nastoupil do souboru Hanáckého divadla, pozdějšího HaDivadla. S ním se v 80. letech přesunul do Brna a stal se jedním z jeho pilířů, od roku 1990 i dramaturgem.
Během své kariéry ztvárnil i několik výrazných filmových rolí. Umělecký pseudonym Cyril Drozda používá od roku 1992 v reakci na přílišnou popularitu vyvolanou rolí v Dědictví (jméno si zvolil v inspiraci prostějovskou ulicí Drozdovice, kde vyrůstal). V pozdější době na sebe upozornil rolí faráře-alkoholika v úspěšném televizním seriálu Most!.
Jeho manželkou je historička architektury a umění Dagmar Černoušková, roz. Neubauerová (* 1965), s níž má syna Prokopa.  

## Filmografie
- 1985 – Iná láska
- 1992 – Dědictví aneb Kurvahošigutntag (vrchní ve Slávii)
- 2001 – Divoké včely (tata)
- 2004 – Mistři (Big Jarda)
- 2005 – Doblba! (pohřebák č. 1)
- 2006 – Letiště
- 2008 – Venkovský učitel (ředitel)
- 2009 – Protektor
- 2016 – Rapl (policejní patolog)
- 2019 – Most! (farář)